# Чудинци
Чудинци е село в Западна България. То се намира в община Кюстендил, област Кюстендил.

## География
Село Чудинци се намира в планински район, в географската област Каменица, в северната част на Чудинската планина. Съставено е от 10 пръснати, отдалечени и вече обезлюдени махали: Кадинска, Тупанджийска, Конярска, Горна, Качарска, Вукарска, Милева, Изворска, Станчова и Чобанска.

## Население
| Година    | 1880 | 1900 | 1926 | 1934 | 1946 | 1956 | 1965 | 1975 | 1984 | 2009 |
| Население | 276  | 380  | 472  | 448  | 406  | 239  | 108  | 57   | 40   | 3    |

## История
Няма запазени писмени данни за времето на възникване на селото. Останките от късноантичен некропол свидетелстват, че района е населяван от дълбока древност.
Село Чудинци е старо средновековно селище, регистрирано в турски документи от 1570 – 1572 г. като тимар към нахия Славище на Кюстендилския санджак с 8 домакинства, 10 ергени, 4 бащини и 2 вдовици. В списъка на джелепкешаните от 1576 – 77 г. е записано като Чудинче към кааза Ълъджа (Кюстендил) с 1 данъкоплатец. Съществуването на селището и през XVII век е засвидетелствано в регистър от 1624 г. за събиране на данъка джизие от войнуците, където фигурира с името Чудинче с 16 домакинства.
В края на XIX век селото има 7134 декара землище, от които 1465 дка гори, 4196 дка ниви, 1473 дка естествени ливади. Основен поминък на селяните са земеделието (основно ръж, овес и ечемик), животновъдството (овце) и производството на дървени въглища. Развити са домашните занаяти. Част от мъжете са сезонни строителни работници.
В селото има училище от 1910 със собствена сграда от 1912 г.
След 1919 г. част от землището на селото остава в Югославия.
През 1956 г. е учредено ТКЗС „Дружба“, заедно със селата Ломница, Ивановци и Кършалево, което от 1979 г. е в състава на АПК – с. Драговищица. През 1958 г. е учредена потребителна кооперация.
Селото е електрифицирано (1971 г.).
Активни миграционни процеси.

## Религии
Село Чудинци принадлежи в църковно-административно отношение към Софийска епархия, архиерейско наместничество Кюстендил. Населението изповядва източното православие.

## Исторически, културни и природни забележителности
- Църква „Свето Възнесение Господне“ („Свети Спас“). Намира се в местността „Кръсто“, върху рид с надморска височина 1215, на метри от границата с Република Сърбия. Малка еднокорабна, едноапсидна сграда с външни размери 4,5 Х 3,5 м. Апсидата е полукръгла с височина 1,6 м. Строена е от ломени камъни и кал. Дебелината на стените е 70 см. При засводяването са използвани дървени сантрачи. Има запазени следи от мазилка. Не са запазени стенописи. Поради близостта и до граничната бразда, достъпът в течение на десетилетия е бил ограничен и покривът и горната част от стените са рухнали. Понастоящем църквата се възстановява от местни ловци, които са издигнали зад апсидата висок метален кръст и покрива е обновен с височина 2.50 м.
- Оброк. Намира се на около 1,25 км западно от църквата „Свети Спас“, при Качарска махала. На място има развалини от църква строена в края на XIX век върху основи на по стара църква. Служби на Света Троица и Свети Димитър.
- Оброк „Свети Димитър“. Намира се на около 0,8 км югоизточно от църквата „Свети Спас“, в местността „Изворо“, до стара круша.
- Оброк „Свети Мина“. Намира се на около 2,25 км западно от църквата „Свети Спас“, в местността „Крушка“, при Горна махала.